# Caso Brown contra o Conselho de Educação de Topeka
Brown contra o Conselho de Educação de Topeka (1954) foi um caso marcante, julgado pela Suprema Corte dos Estados Unidos, que decidiu serem inconstitucionais as divisões raciais entre estudantes brancos e negros nas escolas públicas do país. Este parecer reverteu a decisão tomada pela Corte no caso  Plessy contra Ferguson, de 1896, que havia se tornado a base jurídica para validar a segregação racial pelos Estados Unidos (especialmente no sul) em locais públicos, tais como escolas, hospitais, praças e paradas de ônibus e trem.

A segregação racial nas escolas públicas americanas: em vermelho, estados que possuíam tais leis explícitas de separação por raça.

A decisão foi tomada a 17 de maio de 1954, quando a corte, encabeçada pelo jurista Earl Warren, votou por unanimidade (9–0) declarando como inconstitucional, afirmando que "instalações educacionais separadas são inerentemente desiguais".
O resultado imediato desta decisão foi o fim de jure da segregação racial nas instituições de ensino público americanas (embora de facto esta continuasse por mais alguns anos em várias localidades), quando foi determinado pelos juízes que a "Cláusula de Proteção de Iguais" da 14ª Emenda da Constituição estava sendo violada. A decisão abriu caminho para a dessegregação nas instituições públicas do país e acabou sendo um marco para o Movimento dos direitos civis dos negros nos Estados Unidos. Ainda assim, muitos políticos e juristas (especialmente no sul) não interpretaram a decisão como "definitiva" e resistiram, especialmente porque a Corte não especificou o método ou o prazo para a dessegregação. Foi necessário uma segunda deliberação (Brown II) para ordenar que a dessegregação em locais públicos (como escolas) fosse feita de forma mais rápida e efetiva.

## Brown II
Em 1955, a Suprema Corte considerou os argumentos das escolas solicitando alívio em relação à tarefa de dessegregação. Em sua decisão, que ficou conhecida como Brown II, o tribunal delegou a tarefa de realizar a dessegregação escolar aos tribunais distritais com ordens de que a dessegregação ocorresse "com toda a velocidade deliberada", uma frase rastreável até o poema de Francis Thompson The Hound of Heaven.
Os defensores da decisão anterior ficaram descontentes com esta decisão. A linguagem "toda a velocidade deliberada" foi vista pelos críticos como muito ambígua para garantir uma pressa razoável para o cumprimento das instruções do tribunal. Muitos estados e distritos escolares do sul interpretaram Brown II como justificativa legal para resistir, atrasar e evitar uma integração significativa por anos — e em alguns casos por uma década ou mais — usando táticas como fechar sistemas escolares, usar dinheiro do estado para financiar escolas "privadas" segregadas e integração "simbólica", onde algumas crianças negras cuidadosamente selecionadas foram admitidas em antigas escolas exclusivas para brancos, mas a grande maioria permaneceu em escolas negras desiguais e com subfinanciamento.
Por exemplo, com base em "Brown II", o Tribunal Distrital dos EUA decidiu que o Condado de Prince Edward, na Virgínia, não precisava dessegregar imediatamente. Quando confrontado com uma ordem judicial para finalmente começar a dessegregação em 1959, o conselho de supervisores do condado parou de destinar dinheiro para as escolas públicas, que permaneceram fechadas por cinco anos, de 1959 a 1964.
Os alunos brancos do condado recebiam assistência para frequentar "academias particulares" exclusivas para brancos, ministradas por professores anteriormente empregados pelo sistema público de ensino, enquanto os alunos negros não recebiam nenhuma educação, a menos que se mudassem do condado. Mas as escolas públicas reabriram depois que a Suprema Corte anulou Brown II, em Griffin contra Conselho de Educação do Condado de Prince Edward County, declarando que "...o tempo para mera 'velocidade deliberada' acabou" e que o condado deve fornecer um sistema de escola pública para todas as crianças, independentemente da raça.